# Rolf Clemens Wagner

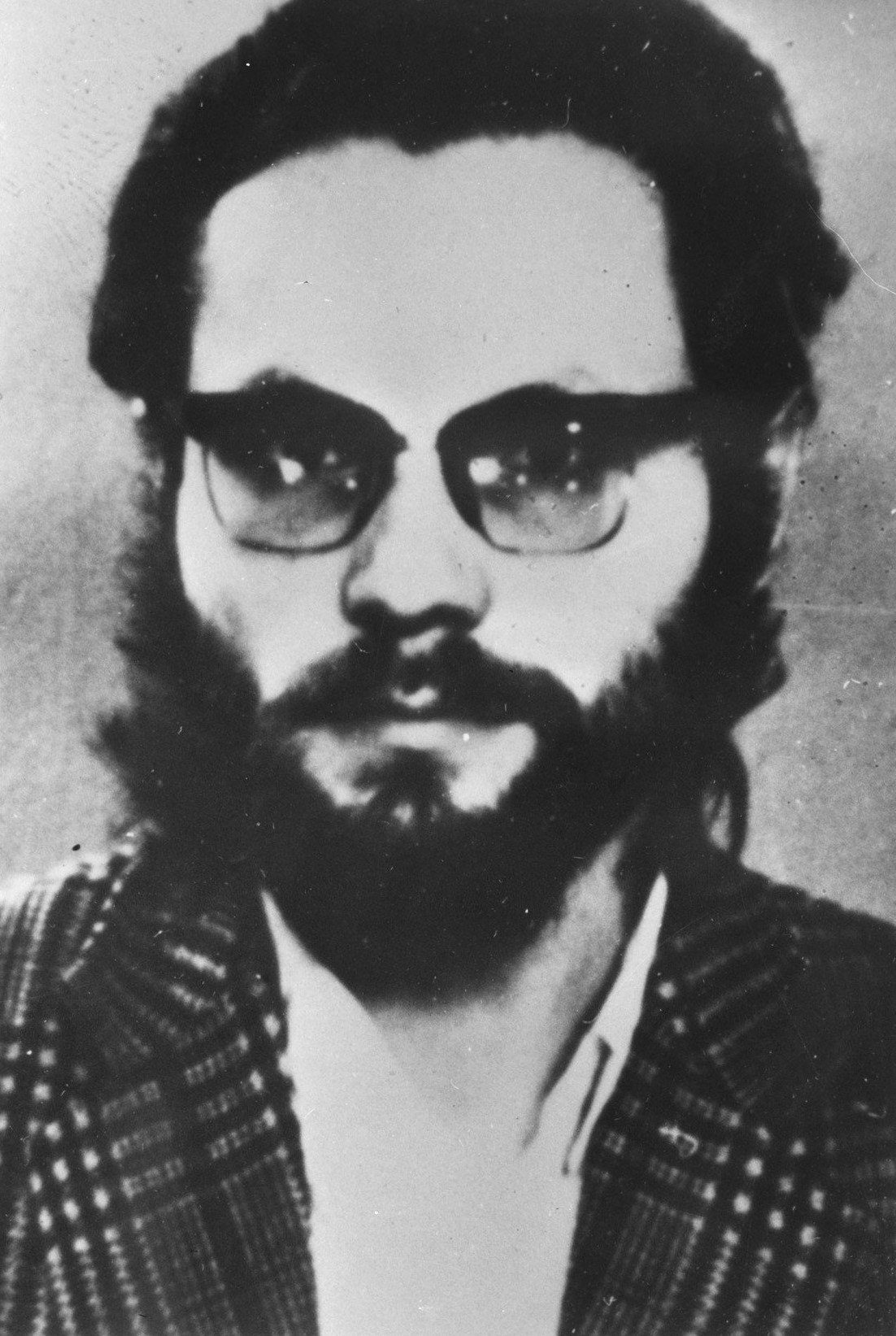
Rolf Clemens Wagner, 1970

Rolf Clemens Wagner (Hohenelbe, 30 de agosto de 1944 - Bochum, 11 de febrero de 2014) fue un antiguo miembro de la segunda generación del grupo terrorista llamado Fracción del Ejército Rojo, en Alemania Occidental.

## Terrorismo
Wagner participó en la mayoría de las acciones terroristas de la segunda generación de la Fracción del Ejército Rojo (RAF), algunas de sus acciones son las siguientes:
- Sospechoso de un rol activo en el secuestro-asesinato de Hanns Martin Schleyer, entre agosto y septiembre de 1977.[2]
- En mayo de 1978, Wagner fue arrestado en Yugoslavia (junto a Brigitte Mohnhaupt, Peter-Jürgen Boock y Sieglinde Hofmann), enfrentando el riesgo de extradición hacia Alemania Occidental. No obstante, fue liberado y se le permitió viajar a un país de su preferencia porque Alemania Occidental decidió no extraditar en intercambio hacia Yugoslavia, la cantidad de ocho fugitivos políticos de Croacia que estaban en Alemania viviendo. Se piensa que Wagner viajó hacia Yemén del Sur.[3]
- En junio de 1979, Wagner tomó parte en el fallido intento de asesinato del Comandante Supremo de la OTAN, General Alexander Haig.
- En noviembre de ese mismo año, estuvo envuelto en al asalto al Banco Popular (Volksbank) en Suiza, donde resultó herido de bala un policía y una transeúnte llamada Edith Kletzhandler, ama de casa suiza, quien recibió un balazo en el cuello.[4][5]

El 19 de noviembre de 1979, Wagner fue arrestado en Zúrich.

## Detención y liberación
Wagner fue extraditado hacia Alemania Occidental y en 1985 recibió dos cadenas perpetuas por homicidio. Su sentencia se extendió porque otro miembro de la RAF, Werner Lotze, hizo una declaración implicando a Wagner en el ataque contra el General Haig, siendo sentenciado a 12 años más de prisión.
El 10 de diciembre de 2003, el Presidente Johannes Rau perdonó a Wagner, quien tenía 59 años y estaba delicado de salud. 
Wagner causó controversia nuevamente en octubre de 2007 hizo una declaración acerca de sus crímenes anteriores;
En retrospectiva, muchas de nuestras decisiones se ven correctas incluso hoy día. Tomen, por ejemplo, la decisión del secuestro de Hanns Martin Schleyer. Él, que con su historia de la SS, actuando como un líder de negocios en las zonas ocupadas y en su nuevo rol de "hombre fuerte" y Presidente de la Asociación de Empleados; nosotros no lo escogimos por casualidad.
Muchos miembros de la Sociedad alemana se mostraron indignados por los comentarios de Wagner, como Rupert Scholz, el antiguo Ministro de la Defensa del Gobierno Federal, quien solicitó enjuiciar a Wagner por “apología del delito.”